# Aharon Doron

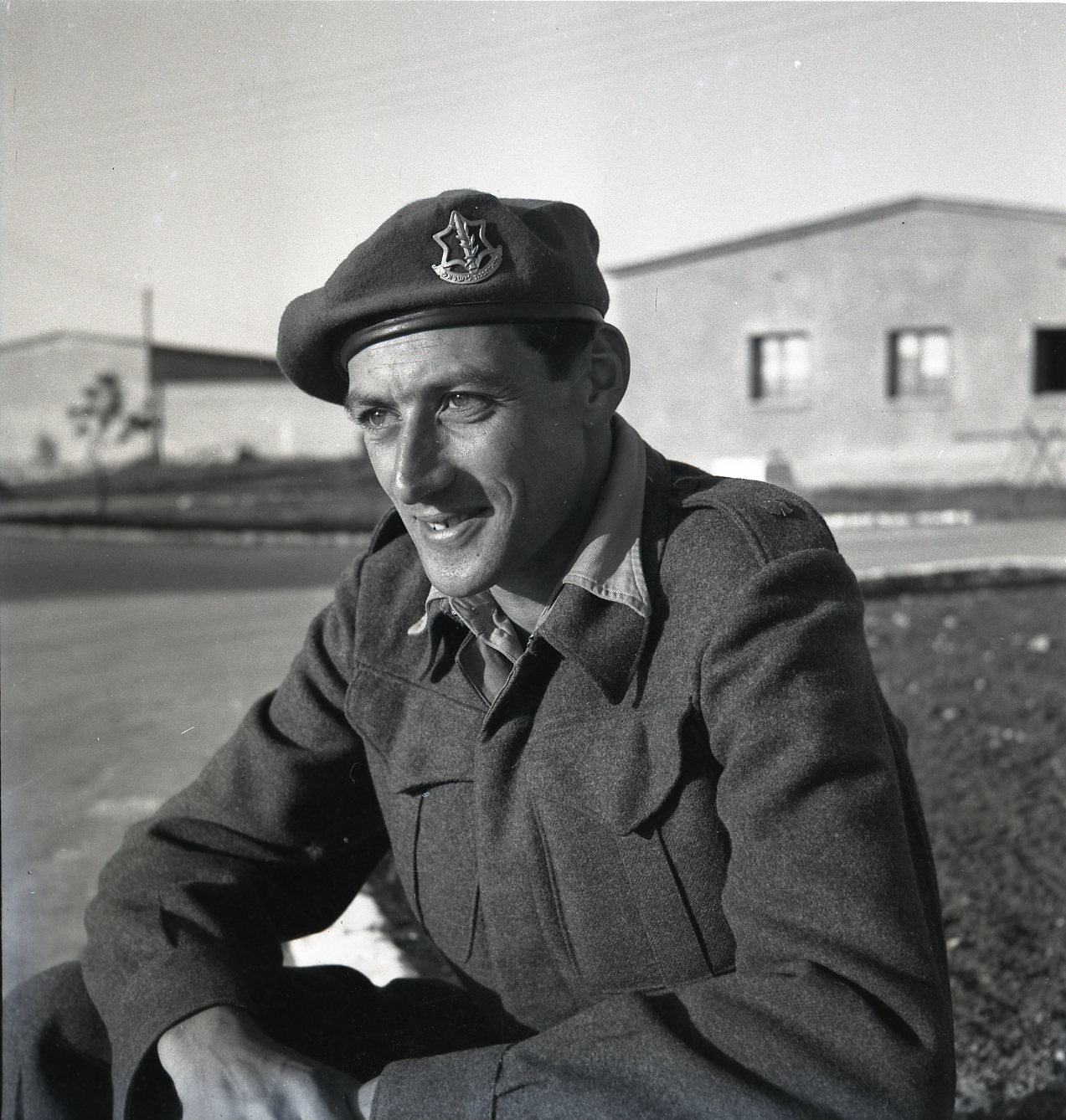
Aharon Doron (1948)

Aharon Doron (hebräisch אהרון דורון; geboren als Erwin Weilheimer 17. Februar 1922 in Ludwigshafen; gestorben 14. Dezember 2016 in Jerusalem) war ein israelischer Berufssoldat.

## Leben
Erwin Weilheimer war ein Sohn des Tabakgroßhändlers Siegfried Weilheimer (1884–1932) und der Franziska Neuburger (1894–1976), die aus Thalmässing stammte. Seine Mutter wurde 1940 mit der Wagner-Bürckel-Aktion in das Lager Gurs deportiert, konnte aber 1942 in die USA entkommen. Weilheimer besuchte ab 1933 das Gymnasium in Ludwigshafen und wurde 1936 als Jude von der Schule verwiesen. Er begann dann eine Klempner-Lehre, schloss sich den zionistischen Habonim an und konnte im Dezember 1938 mit Unterstützung der Alijat Noar nach Palästina emigrieren. Dort besuchte er die Ludwig-Tietz-Lehrwerkstätte im Kibbuz Jagur. Er wurde 1941 in Jagur Polizist bei den Notrim (Polizei der jüdischen Siedler). Weilheimer war von Kind an sportlich aktiv gewesen und war nun aktiver Fußballer und Handballer in Vereinen des HaPoel.
Er schloss sich der Untergrundorganisation Hagana an und fungierte als Ausbilder bei der vormilitärischen Jugend Gadna. Während des Unabhängigkeitskrieges Israels wurde Doron Berufssoldat der Israelischen Verteidigungsstreitkräfte (IDF) und war als Major im Bezirk Haifa eingesetzt. Doron heiratete 1948 die Lehrerin Hanna Harari (1927–1975), sie hatten zwei Kinder und lebten in Ramat haScharon.
Doron wurde 1950 Oberstleutnant für die Nachal-Siedlungen, 1952 Kommandeur der Givʿati-Brigade und 1954 Oberst und Kommandeur für die Nachal. Im Sinai-Feldzug 1956 führte er eine Brigade und danach 1957/58 die Golani-Brigade. Im Rang eines Brigadegenerals rückte er 1959 in den Generalstab der IDF auf. Er wurde 1961 zum Leiter der Personaldirektion der IDF ernannt und wurde 1965 als Generalmajor a. D. in den Ruhestand entlassen.
Doron studierte von 1963 bis 1965 Betriebswirtschaft an der Columbia University mit einem Abschluss als MBA und wurde für die nächsten zehn Jahre Verwaltungsleiter der Universität Tel Aviv. Danach übernahm er ehrenamtlich die Führung des Israelischen Sportbundes und wurde auch ehrenamtlicher Präsident des Museums der jüdischen Diaspora in Ramat Aviv. Doron ging 1992 nochmal in den Dienst des Israelischen Militärs und wurde ihr Ombudsmann.